# Commiphora kucharii
Commiphora kucharii är en tvåhjärtbladig växtart som beskrevs av Mats Thulin. Commiphora kucharii ingår i släktet Commiphora och familjen Burseraceae. Inga underarter finns listade i Catalogue of Life.